# Alan Ferney Navarro
Alan Navarro (Barranquilla, Atlántico, Colombia; 8 de mayo de 1989) es un futbolista colombiano. Juega de Centrocampista.

## Clubes
| Club                     | País     | Año         |
| ------------------------ | -------- | ----------- |
| Barranquilla Fútbol Club | Colombia | 2006 - 2009 |
| Atlético Junior          | Colombia | 2011 - 2012 |
| Uniautónoma F.C.         | Colombia | 2013 - 2014 |
| Patriotas FC             | Colombia | 2015        |

## Palmarés

### Campeonatos nacionales
| Título    | Club              | País     | Año  |
| --------- | ----------------- | -------- | ---- |
| Primera B | Uniautónoma F. C. | Colombia | 2013 |